# Fluminicola avernalis
Fluminicola avernalis е вид коремоного от семейство Lithoglyphidae.

## Разпространение
Видът е разпространен в САЩ.